# Сражение при Трнаве
Сражение при Трнаве (чеш. Bitva u Trnavy) или сражение при Надьсомбате — битва во время гуситских войн между гуситами и армией Сигизмунда возле Трнавы (венг. Надьсомбат) в Венгерском королевстве (сегодня Словакия), произошедшая 28 апреля 1430 года.
Весной 1430 года армия из 10 000 сирот (так называли себя последователи Жижки после его смерти) под предводительством гетмана Велека (Велко) Кудельника из Бржезнице пошла походом на территорию верхней Венгрии. Во время своего марша эта армия двинулась через Моравию, Голич и Белые Карпаты к болотистой равнине между Трнавой и рекой Ваг. После основательного разорения долины Вага гуситы расположились лагерем в Трнаве (Надьсомбате).
Против Кудельника выступила армия Сигизмунда, состоявшая из отрядов венгров, моравцев и сербов. Сигизмунд поручил им атаковать лагерь гуситов одновременно с двух сторон. Подразделения, подчиненные Стибору из Стиборжице, атаковали первыми, и их удар был настолько успешным, что им удалось проникнуть между повозками до того, как гуситы успели создать стену из них. Несмотря на первоначальный успех противника, гуситы предприняли упорную оборону, но передовой отряд был вынужден отступить из-за больших потерь; среди погибших был и гетман Велек из Бржезнице. Однако в этот момент венгерские и сербские солдаты, которые, вероятно, думали, что бой окончен, ослабили натиск, и значительное их количество начало заниматься грабежом повозок. Гуситы использовали это для контратаки, благодаря которой им удалось вытеснить противника с захваченных позиций, а затем создать стену из повозок.
Ян Матик из Толовца (венг. Янош Матиш), по разным причинам прибывший со своим отрядом на поле боя со значительным опозданием и задачей которого было напасть на гуситов сзади, не решился атаковать их крепкую позицию.
Хотя гуситы вышли победителями из битвы, большое количество убитых и раненых, смерть гетмана и, вероятно, значительные потери среди тяглового скота заставили их начать обратный путь к моравским границам уже в ночь после боя. Существенной причиной их отступления была также усиливающаяся армия короля Сигизмунда, которая начала собираться, чтобы снова продолжить борьбу. 
Потери с обеих сторон были значительными, хотя потери войск Сигизмунда в три раза превышали гуситские. Однако любые цифры, приводимые современниками, вероятно, не соответствуют действительности.